# Вальперсвіль
Вальперсвіль (нім. Walperswil) — громада  в Швейцарії в кантоні Берн, адміністративний округ Зееланд.

## Географія
Громада розташована на відстані близько 21 км на північний захід від Берна.
Вальперсвіль має площу 7 км², з яких на 9,4% дозволяється будівництво (житлове та будівництво доріг), 76,4% використовуються в сільськогосподарських цілях, 7,6% зайнято лісами, 6,6% не є продуктивними (річки, льодовики або гори).

## Демографія
2019 року в громаді мешкало 1032 особи (+12,4% порівняно з 2010 роком), іноземців було 9%. Густота населення становила 148 осіб/км².
За віковим діапазоном населення розподілялося таким чином: 20,5% — особи молодші 20 років, 61,2% — особи у віці 20—64 років, 18,2% — особи у віці 65 років та старші. Було 430 помешкань (у середньому 2,4 особи в помешканні).
Із загальної кількості 323 працюючих 168 було зайнятих в первинному секторі, 51 — в обробній промисловості, 104 — в галузі послуг.